# ワージング
ワージング（Worthing）は、イングランド南部ウェスト・サセックスにある海に面したタウンかつバラである。ブライトンの西16km、チチェスターの東29kmに位置し、推定人口は104,600人、面積は32.37km2である。

## 歴史
ワージングの中心部から7マイル（11km）以内にはイギリス国内14あるうち4つの火打石採石場が集まっており、少なくとも6,000年以上前から人々が生活していた。過去の発掘調査では青銅器時代の遺跡が出土しており、町の西端のハイダウン・ヒルには同時代の重要な砦が残されている。
鉄器時代には、イギリス最大の丘陵砦のひとつが築かれた。その後ローマ・ブリトン時代には、レグネンセスの支配地に含まれている。域内のいくつかの道路はこの時代のもので、「センチュリー」と呼ばれる碁盤目状の配置になっている。5世紀から6世紀にかけてはサセックス王国に組み込まれ、この時代にワージングという名称が定着した。
その後何世紀にもわたって何の変哲もない村だったが、1750年代から富裕層の観光地として発展を始めた。1798年にはイギリス王女のアミーリア・オブ・ザ・ユナイテッド・キングダムもこの地を訪れ、1803年にはタウンに昇格した。町の発展に伴いクレッセント公園などの公共施設も開発された。一方で19世紀には密輸業者の拠点ともなり、1880年代には骸骨軍による暴動も発生した。
詩人オスカー・ワイルドは1893年とその翌年にこの町で休暇を過ごし、2度目の訪問で『真面目が肝心』を執筆した。そのほかにもノーベル文学賞受賞者のハロルド・ピンターをはじめ、多くの文学者がこの町を訪れている。
1934年10月9日にはサウス・ストリートの戦いと呼ばれる暴動が発生した 。これはオズワルド・モズレー率いるファシスト連合とその反対者との間で起きた暴動である。第二次世界大戦が発生すると連合軍が駐留し、この地からノルマンディー上陸作戦へと向かっていった。

## 人口動態
国家統計局による2019年時点での推計人口は110,570人。人口密度は3,383人/km2で、これはサセックスの自治体において2番目に高い。
| 年   | 人口   | 人口  |      | 年      | 人口   | 人口 |
| 1801 | 2,151  | 2151  | 1921 | 37,906  | 37906  |      |
| 1811 | 3,824  | 3824  | 1931 | 45,905  | 45905  |      |
| 1821 | 4,922  | 4922  | 1939 | 55,584  | 55584  |      |
| 1831 | 5,654  | 5654  | 1951 | 67,305  | 67305  |      |
| 1841 | 6,856  | 6856  | 1961 | 77,155  | 77155  |      |
| 1851 | 7,615  | 7615  | 1971 | 88,467  | 88467  |      |
| 1861 | 9,744  | 9744  | 1981 | 90,686  | 90686  |      |
| 1871 | 11,873 | 11873 | 1991 | 98,066  | 98066  |      |
| 1881 | 14,002 | 14002 | 2001 | 97,540  | 97540  |      |
| 1891 | 19,177 | 19177 | 2011 | 104,640 | 104640 |      |
| 1901 | 24,479 | 24479 | 2019 | 110,570 | 110570 |      |
| 1911 | 31,301 | 31301 | 2031 | 122,200 | 122200 |      |

出典: A Vision of Britain Through Time, Office for National Statistics

## 交通
鉄道
- ウェスト・コーストウェイ線（英語版）
  - イースト・ワージング駅（英語版） - ワージング駅 - ウェスト・ワージング駅 - ダーリントン＝オン＝シー駅（英語版） - ゴーリング＝バイ＝シー駅（英語版）

## スポーツ
- ワージングFC

## ゆかりのある人物

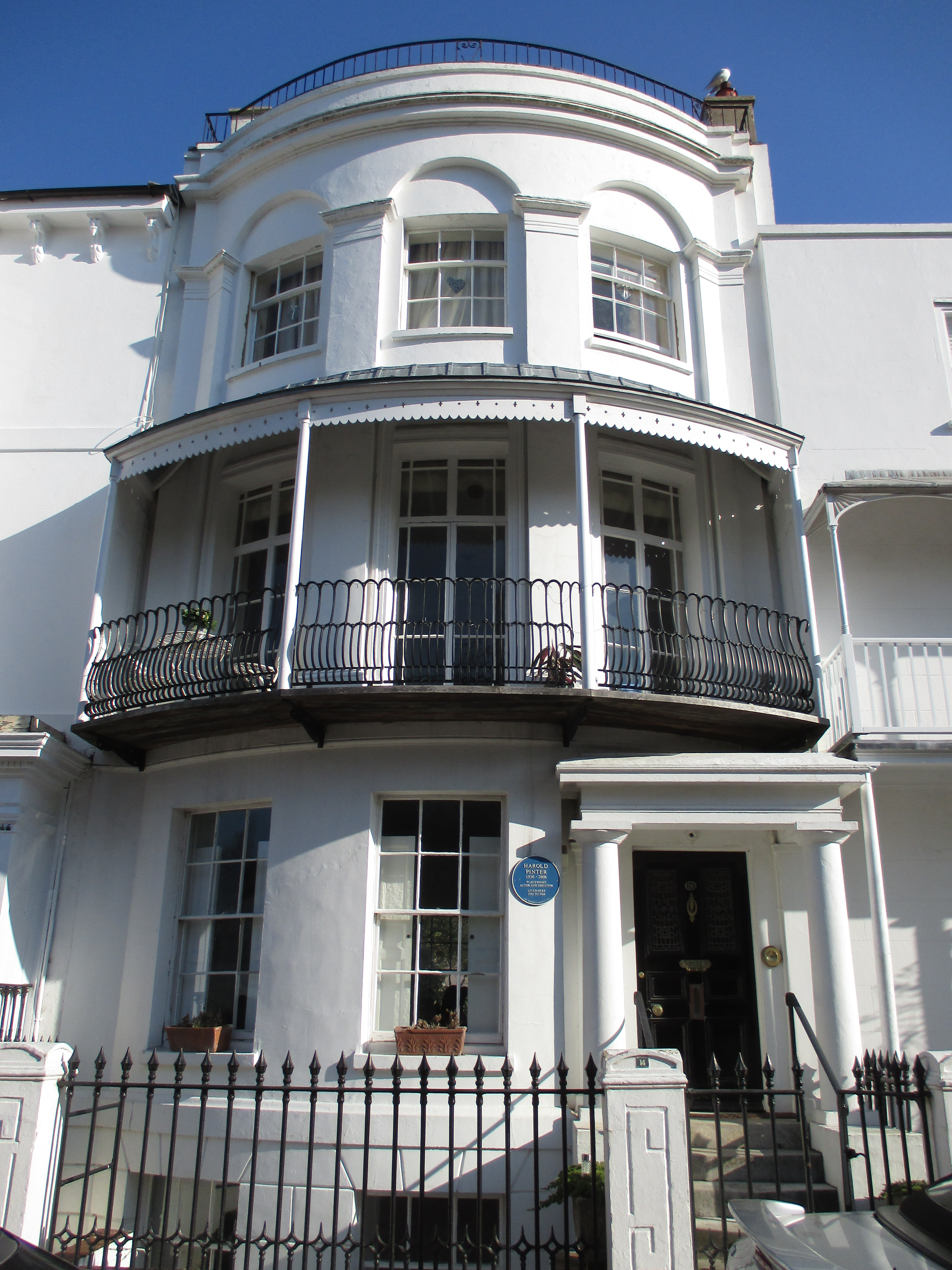
ハロルド・ピンター旧邸

### 詩人・作家
- ジェイン・オースティン：滞在経験を遺作『サンディトン（英語版）』に反映[6][7]
- パーシー・ビッシュ・シェリー：父がワージング議会初代議長であり、自身の初期の作品をこの地で執筆した[8]。
- オスカー・ワイルド：『真面目が肝心』をこの町で執筆しており、主人公の苗字が「ワージング」となっている[9][10]。
- ハロルド・ピンター：ワージングに住み、『帰郷』を執筆した。なお、彼の住居は現在も保存されている[11]。
- ウィリアム・ハドソン[12]
- スティーブン・スペンダー[13]
- ドロシー・リチャードソン[14]

### 出身人物
- ジョン・セルデン - 哲学者
- ブリット・オールクロフト - 映画監督
- ニコレット・シェリダン - 女優
- エドワード・ヘンティ - オーストラリア移民